# Babica (riba)
Babica (znanstveno ime Barbatula barbatula) je sladkovodna riba, ki ima podolgovato telo, sluzasto in golo kožo; na gornji ustnici ima štiri krajše in dve daljši brčici.
Razširjena je v zahodni, srednji in vzhodni Evropi, južni Skandinaviji, Veliki Britaniji. Njen življenjski prostor so potoki in reke, manj pogosta je v plitvih predalpskih jezerih. Aktivna je ponoči, podnevi pa se zadržuje ob dnu med kamenjem. Plava sunkovito.

## Telesne značilnosti
Babica je dolga od 8 do 12 cm. Telo je podolgovato, običajno sivo rjavo pegasto, z majhnimi očmi. Lusk ni, ima tri pare brkov na zgornji čeljusti in cevasti nosnici. Na hrbtni in repni plavuti so navpične temne črte.

## Prehranjevanje
Njena hrana so talne živali in ribji zarod.

## Razmnoževanje
Od aprila do maja samica odlaga ikre na kamenje, samec pa jih čuva.